# 纸坊河 (卫河)

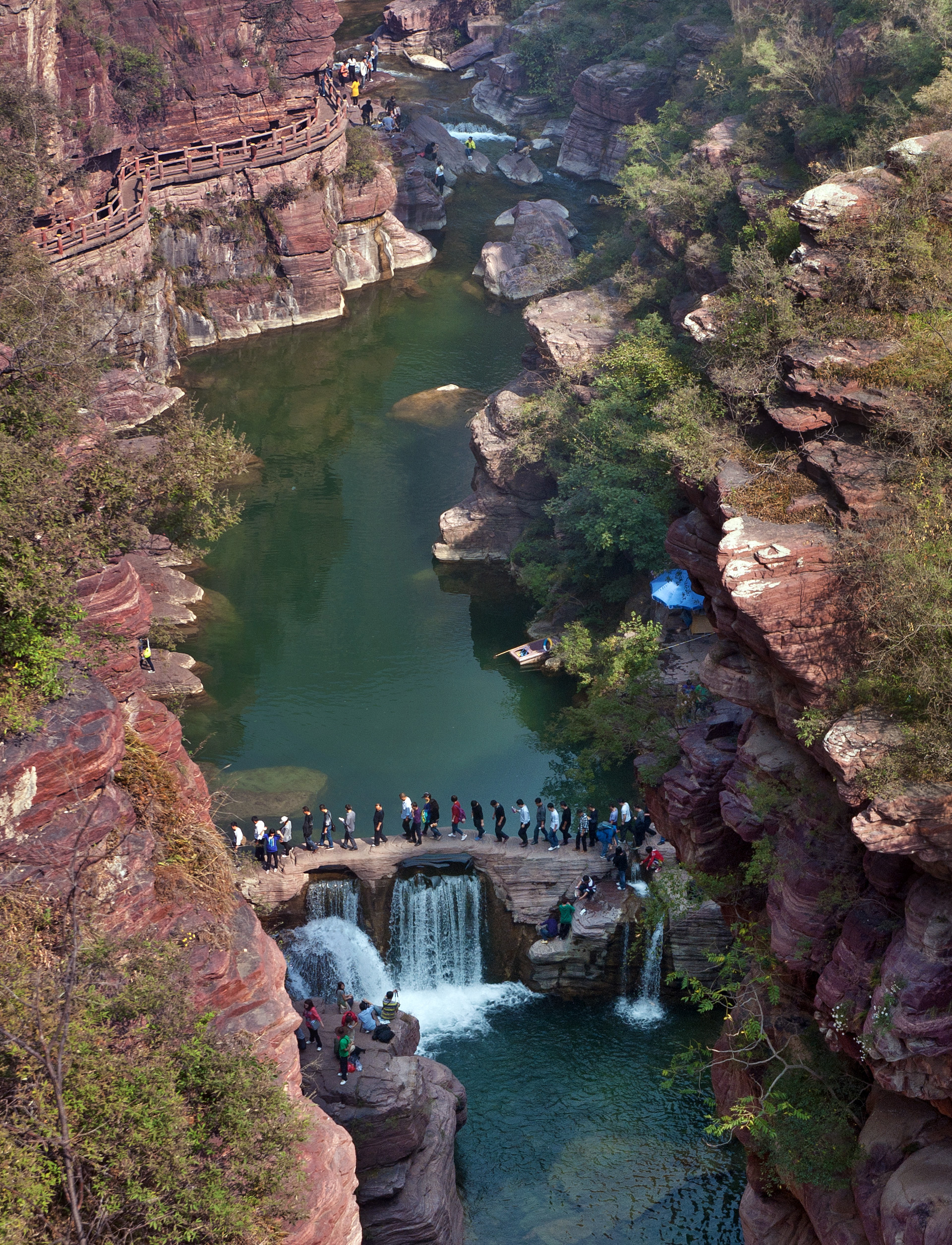
云台山景区红石峡河段。

纸坊河，也作纸坊沟、纸坊沟河，流经中华人民共和国山西省东南部和河南省北部的一条河流，是卫河左岸支流。源流称双头泉河，发源于山西省晋城市陵川县夺火乡双头泉村西北王罗厂一带，蜿蜒向东南流，流经河南省修武县云台山风景区、云台山镇、七贤镇宰湾村、赤庄村、方庄工业区、辉县市吴村镇等地，于吴村镇王范村以南汇入卫河。河长44千米，流域面积180平方千米。